# Série mondiale de baseball féminin
La Série mondiale de baseball féminin était une compétition internationale mettant aux prises les sélections nationales féminines sous l'égide de la Fédération internationale de baseball. Cette épreuve se joue chaque année entre 2001 et 2004, et disparaît à la suite de la création de la Coupe du monde qui devient l'unique compétition officielle internationale reconnue par l'IBAF.
En 2005 et 2006, la Série prend la forme d'un tournoi pour des clubs féminins nord-américains souhaitant s'engager. Après deux éditions, la compétition est abandonnée.

## Histoire
À la suite du succès du passage d'une équipe japonaise, la Team Energen, au South Florida Dimond Classic en 1999 aux États-Unis, un match entre les sélections nationales des États-Unis et du Japon est organisé à Tokyo le 1er mai 2000 au Seibu Dome. Devant 3 000 spectateurs, le Japon remporte le match et les officiels japonais et américains décident de créer une compétition aux États-Unis ou au Canada en 2001. La Série mondiale est née.
En 2001, la compétition rassemble les États-Unis, le Japon, l'Australie et le Canada notamment au SkyDome de Toronto, prêté par les Blue Jays. Les américaines sont les premières couronnées.
En 2002, la compétition rassemble les États-Unis, le Japon et l'Australie, le Canada faisant défection après une mauvaise performance en 2001. Au Tropicana Field des Marlins de Floride à St. Petersburg, l'Australie remporte la deuxième édition devant le Japon.
En 2003, l'Australie accueille l'événement, initialement prévu au Japon mais annulé en raison de l'épidémie du virus SRAS, au Palm Meadows Baseball Complex de la Fédération situé sur la Gold Coast dans le Queensland. Le Japon remporte son premier titre devant l'Australie, les États-Unis fermant la marche.
En 2004, huit équipes participent, un record depuis la création de l'événement. Le tournoi est reporté en juillet pour ne pas empiéter sur la toute nouvelle Coupe du monde dont la première édition se déroule en août. Le Canada fait son retour, alors que la Corée du Sud, l'Inde, Hong Kong et Taïwan participent pour la première fois à une compétition féminine internationale. Le Japon remporte le titre face aux États-Unis devant 10 000 spectateurs à Uozu City.
En 2005 et 2006, la compétition devient une coupe de clubs nord-américains disputée au Disney's Wide World of Sports Complex d'Orlando en Floride, puis est abandonnée.

## Format de compétition
Variable selon les équipes engagées, il se résumait souvent à une phase de poule (une ou deux en fonction du nombre d'équipes) suivies de demi-finales et finales, ou directement de la finale.
Les matchs avaient une durée de sept manches, à l'exception des cas de figure où une équipe menait par plus de douze points d'écart à partir de la 4e manche ou dix points à partir de la 5e manche. Le match était alors gagné par l'équipe menant en mercy rule.

## Palmarès
| Année        | Lieu                      | Équipes | Or              | Argent            | Bronze     |
| ------------ | ------------------------- | ------- | --------------- | ----------------- | ---------- |
| 2001 Détails | Toronto Canada            | 4       | États-Unis      | Japon             | Australie  |
| 2002 Détails | St. Petersburg États-Unis | 4       | Australie       | Japon             | États-Unis |
| 2003 Détails | Gold Coast Australie      | 3       | Japon           | Australie         | États-Unis |
| 2004 Détails | Uozu City Japon           | 8       | Japon           | États-Unis        | Canada     |
|              |                           |         |                 |                   |            |
| 2005         | Orlando États-Unis        |         | Ocala Lightning | Colorado Diamonds |            |
| 2006         | Orlando États-Unis        |         | Orlando Heat    |                   |            |

## Tableau des médailles
| Rang | Pays       | Or | Argent | Bronze | Total |
| ---- | ---------- | -- | ------ | ------ | ----- |
| 1    | Japon      | 2  | 2      | 0      | 4     |
| 2    | États-Unis | 1  | 1      | 2      | 4     |
| 3    | Australie  | 1  | 1      | 1      | 3     |
| 4    | Canada     | 0  | 0      | 1      | 1     |